# Germanton
Germanton è un census-designated place (CDP) degli Stati Uniti d'America, situato nello stato della Carolina del Nord, nella contea di Forsyth. Secondo il censimento del 2020 gli abitanti di Germanton ammontavano a 790.

## Storia
La città nacque nel 1790 e venne chiamata così per l'affluenza di immigrati tedeschi (principalmente Luterani), che avevano servito come veterani durante la guerra d'indipendenza americana.
Tre siti di Germanton sono stati inseriti nel National Register of Historic Places: la Germanton Methodist Church and Cemetery, la Leak-Chaffin-Browder House e la St. Philip's Episcopal Church.